# ویتنبرگ (براندنبورگ)
شهرک ویتنبرگ (به آلمانی: Wittenberge) در ایالت براندنبورگ در کشور آلمان واقع شده‌است. این شهرک تا ۳۱ دسامبر ۲۰۱۰، جمعیتی معادل ۱۸٬۵۷۱ نفر داشت.

## ساکنان سرشناس
- ریچارد کراسپ، نوازنده (رامشتاین)